# Mimohod
Mimohod ili svečana povorka naziv je za organizirano kretanje većeg broja ljudi točno određenim putem, najčešće gradskim ulicama i u svrhu proslave, ali i u druge svrhe, npr. počasti stradalima u nesreći, ili ratu.

## Kostimirane povorke
Sudionici mimohoda se ponekad oblače u kostime, a mogu ih pratiti glazbene skupine ili razna vozila. Sa sobom mogu nositi balone ili druge ukrase. Mimohodi mogu predstavljati vojne ili civilne manifestacije, kojih je u Hrvatskoj velik broj, npr. sastavni dio Đakovačkih vezova je svečana povorka ili Riječki karneval.